# Boquiñeni
Boquiñeni è un comune spagnolo di 990 abitanti situato nella comunità autonoma dell'Aragona.